# Acalypha forbesii
Acalypha forbesii é uma espécie de flor do gênero Acalypha, pertencente à família Euphorbiaceae.